# Saxenburg
HMHC Saxenburg is een Nederlandse hockeyclub uit Haarlem.
De club werd opgericht op 1 oktober 1912 en speelt in de Boerhaavewijk tussen de N205 en de N232.
Heren 1 komt in het seizoen 2018/19 uit in de Vierde klasse. Dames 1 komt in het seizoen 2018/19 ook uit in de Vierde klasse.